# Konkurencja wiązana

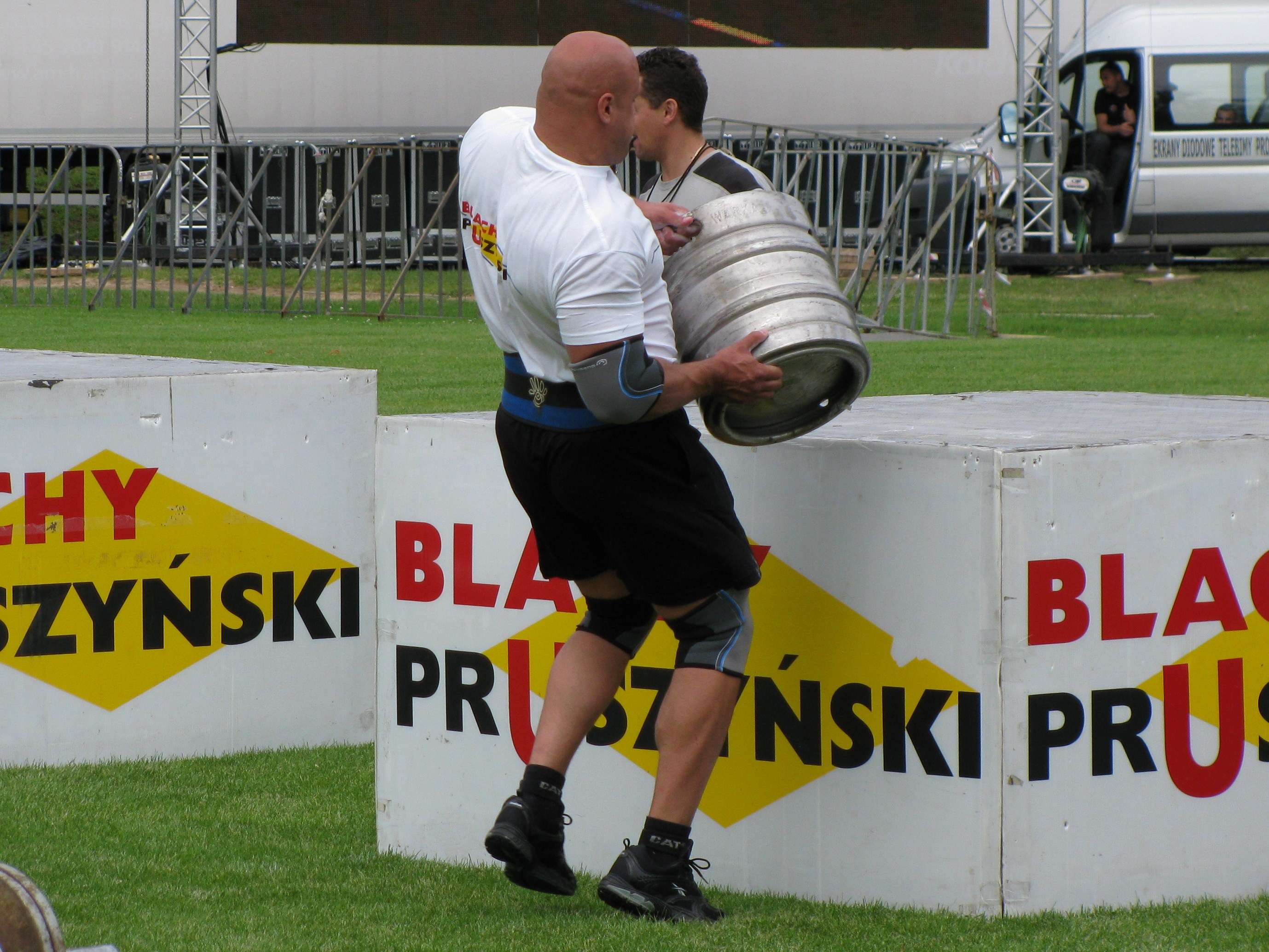
Konkurencja załadunek na podest.

Konkurencja wiązana (ang. Medley) – konkurencja zawodów siłaczy.
Konkurencja wiązana jest połączeniem konkurencji dynamicznych, najczęściej dwóch lub trzech w wersji „okrojonej”, w jedną ciągłą konkurencję. Zadaniem zawodnika jest zakończenie konkurencji w jak najkrótszym czasie. Wersja „okrojona” oznacza zmniejszenie obciążenia, zmniejszenie ilości przedmiotów do użycia lub skrócenie trasy do pokonania, aby nie stworzyć zbyt wielkiego obciążenia fizycznego dla zawodnika.
Konkurencja wiązana składa się najczęściej z różnych kombinacji następujących konkurencji: kowadła, nosidła, paluchów, przerzucania opony, schodów, spaceru farmera, spaceru buszmena, załadunku na podest.